# Ореховица
Ореховица (болг. Ореховица) — село в Болгарии. Находится в Плевенской области, входит в общину Долна-Митрополия. Население составляет 1 468 человек.

## Политическая ситуация
В местном кметстве Ореховица, в состав которого входит Ореховица, должность кмета (старосты) исполняет Красимир  Петров Костов (Болгарская социалистическая партия (БСП)) по результатам выборов правления кметства.
Кмет (мэр) общины Долна-Митрополия — Александр  Пенков Печеняков (Болгарская социалистическая партия (БСП)) по результатам выборов в правление общины.